# VOB
VOB soubor (Video Object) je multimediální kontejner v DVD-Video médiích. VOB může obsahovat video, zvuk, titulky, menu či navigační obsah multiplexované spolu do streamové formy. VOB formát je založen na MPEG program stream formátu, ale s dalšími omezeními a specifikacemi ve vlastních datových tocích. MPEG program stream obsahuje ustanovení pro nestandardní data (jaké se používají ve VOB souborech) ve formě vlastních datových tocích. VOB soubory jsou velmi přísnou podmnožinou MPEG program stream standardu. Zatímco všechny soubory VOB jsou MPEG program streamy, ne všechny MPEG program streamy jsou v souladu s definicí VOB souboru.
Analogicky k MPEG program stream, může soubor VOB obsahovat H.262 / MPEG-2 Part 2 nebo MPEG-1 Part 2 video, MPEG-1 Audio Layer II nebo MPEG 2 Audio Layer II zvuk, ale použití těchto kompresních formátů ve VOB souboru má určité omezení ve srovnání s MPEG program stream. Kromě toho může soubor VOB obsahovat Linear PCM, AC-3 nebo DTS titulky. VOB soubor nemůže obsahovat AAC zvuk (MPEG-2 Part 7), MPEG-4 kompresní formáty a další, které jsou přípustné v MPEG program stream standardu.

## Přehrávání
Přehrávač generovaných MPEG-2 souborů většinou dokáže přehrávat nezašifrované VOB soubory, které obsahují MPEG-1 Audio Layer II zvuk. Ostatní zvukové kompresní formáty AC-3 nebo DTS jsou méně podporovány. MPlayer, VLC media player, GOM Player, Media Player Classic a více přehrávačů závislých na platformě jako ALLPlayer přehrávají VOB soubory.